# Jean Gachassin
Vous lisez un « bon article » labellisé en 2015.
Pour les articles homonymes, voir Gachassin.

a Compétitions nationales et continentales officielles uniquement.

b Matchs officiels uniquement.
Jean Gachassin, né le 23 décembre 1941 à Bagnères-de-Bigorre (Hautes-Pyrénées), est un joueur de rugby à XV international français, devenu ensuite président de la Fédération française de tennis (FFT) de 2009 à 2017. Il évolue durant sa carrière de joueur, de 1960 à 1978, au poste de demi d'ouverture après avoir débuté ailier. Il joue également à l'arrière ou au centre.
Entre 1961 et 1969, il compte trente-deux sélections en équipe de France, au cours desquelles il marque huit essais. Il est l'un des acteurs de la victoire française lors de trois Tournois des Cinq Nations (1961, 1967 et 1968 où le XV de France réalise le premier Grand Chelem de son histoire). En 1964, il participe à une tournée en Afrique du Sud. Au niveau des clubs, il évolue avec le Football club lourdais de 1960 à 1969, puis avec le Stade bagnérais de 1969 à 1978. Il est champion de France en 1967-1968.
Huissier de justice jusqu'à sa retraite professionnelle, il exerce en parallèle des responsabilités au sein de la Fédération française de tennis et de la ligue Midi-Pyrénées. Le 8 février 2009, Jean Gachassin est élu président de la FFT, puis est réélu en 2013. Il ne se représente pas en 2017.

## Carrière sportive

### Enfance
Jean Gachassin est né le 23 décembre 1941 à Bagnères-de-Bigorre dans les Hautes-Pyrénées. Son père lui transmet la passion du rugby à XV en l'emmenant voir le Stade bagnérais ; sa mère joue correctement au tennis et l'oriente vers ce jeu. Jean Gachassin est également champion des Pyrénées de slalom géant en cadets, et du 100 mètres en athlétisme en juniors (10 s 8).

### Premiers pas
Jean Gachassin joue en minime au poste de demi de mêlée avec l'équipe du lycée Victor-Duruy de Bagnères. Guy Bedin, son professeur de sports du lycée et entraîneur des cadets du Stade bagnérais, le change de poste pour l'ouverture. À 17 ans, il redouble la classe de première et son père l'inscrit pensionnaire à Vic-en-Bigorre. Il quitte alors le Stade bagnérais pour jouer à Vic-en-Bigorre, où il évolue aux postes de demi d'ouverture ou de centre.
Jean Gachassin est sélectionné à l'âge de 17 ans avec l'équipe de France junior alors qu'il joue avec Vic-en-Bigorre. Souffrant d'une épaule douloureuse, il demande à jouer en bout de ligne à l'aile et devient « catalogué » ailier pour les sélectionneurs. En mars 1960, l'équipe de France junior bat le pays de Galles et l'Italie. Ces matchs permettent à Jean Gachassin d'être remarqué.
Vic-en-Bigorre est proche de Lourdes, où Jean Prat termine sa première année d'entraîneur du Football club lourdais. Il repère le jeune joueur et le convainc en juin 1960 de rejoindre son club, champion de France,. Avec le FC Lourdes, il commence donc sa carrière de joueur lors de la saison de championnat de France 1960-1961 et parvient à s'imposer.
Jean Gachassin est retenu dans un groupe de quarante joueurs pour deux matchs de la sélection nationale à Bordeaux en novembre 1960 et au stade de la Croix du Prince à Pau en décembre 1960, peu avant le Tournoi des Cinq Nations. Il brille lors du deuxième match et, selon le journaliste Robert Duthen, « fait admirer la vitesse de son démarrage, son habileté, son sens du jeu et sa grande intelligence au poste d'ailier ». Jean Gachassin honore sa première cape à l'âge de 19 ans le 7 janvier 1961. Il est retenu au poste d'ailier pour affronter l'Écosse au stade Yves-du-Manoir de Colombes lors du premier match disputé par les Français lors de l'édition 1961 du Tournoi. Guy Boniface marque un essai, Pierre Albaladejo inscrit une pénalité, un drop et une transformation, lors d'une victoire 11 à 0,. Mais la ligne des trois-quarts n'a pas attaqué. Alors qu'ils ont de bonnes balles, le centre Jacques Bouquet fait des courses latérales ou conserve le ballon, le demi d'ouverture Pierre Albaladejo joue au pied, néglige le jeu de ligne, oublie les ailiers et Roger Martine, déplacé du centre à l'arrière, pour s'intercaler et jouer offensif. Pierre Albaladejo applique les consignes de prudence du capitaine François Moncla,. Jean Gachassin, privé de ballon, n'est pas retenu pour le match face aux Springboks, qui disputent le dernier match de leur tournée en Europe, entamée en 1960 et ponctuée de quatre victoires face aux quatre nations britanniques. Il est en concurrence à ce poste face à deux adversaires redoutables, Henri Rancoule (champion de France 1956, 1957, 1958 avec Lourdes, 27 sélections, 8 essais de 1955 à 1962, 16 sélections au 7 janvier 1961) et Jean Dupuy (40 sélections, 19 essais de 1956 à 1964, 27e sélection le 7 janvier 1961),.
Le jeune Lourdais ne joue pas non plus les deux matchs suivants du Tournoi, puis il est rappelé contre l'Irlande où il inscrit un essai.
Pour jouer contre la Roumanie le 12 novembre 1962, Jean Gachassin remplace Jean Dupuy blessé. Mais lui-même est blessé au mollet et doit laisser à son tour sa place. Il joue contre la Roumanie le 15 décembre 1963, marque un essai, avant de briller avec son club lourdais en Challenge Yves du Manoir fin décembre 1963. Pour le premier match du Tournoi des Cinq Nations 1964, le 4 janvier 1964 à Édimbourg, la France et Jean Gachassin s'inclinent 10-0 contre l'Écosse. Le jeune joueur lourdais est retenu pour le match contre les All Blacks en tournée en Europe le 8 février 1964. Si, en début de deuxième mi-temps, il slalome au milieu de la défense noire, puis transmet le ballon à André Boniface, l'attaque est stoppée aux trente mètres néo-zélandais. La France s'incline 12-3.

### Grand chelem et titre de champion de France
Jean Prat prend la direction de l'équipe de France en 1964, son frère Maurice devient alors entraîneur de Lourdes. Puis c'est Roger Martine qui dirige les Lourdais.
Jean Gachassin est retenu pour effectuer la tournée de l'équipe de France en Afrique du Sud. Lors du premier match de tournée contre la Rhodésie, il fait un crochet pour éliminer le défenseur qui lui arrache le short. Il continue l'action pour marquer un essai de 80 mètres. Le 25 juillet 1964, il affronte les Springboks à Springs. Les circonstances sont peut-être les plus difficiles possible : la pression est importante, la précédente tournée de l'équipe de France de rugby à XV en 1958 en Afrique du Sud a été la première tournée d'une équipe de rugby à XV représentant la France dans une nation du Commonwealth de l'hémisphère Sud et elle aboutit à une victoire finale sur la série de test matchs (avec une victoire et un match nul). La France domine le match grâce au pack d'avants, elle prend l'avantage sur un essai de l'ailier Christian Darrouy. Les Sud-Africains manquent une transformation et la France s'impose 8-6. Il a disputé les neuf rencontres disputées par l'équipe de France en 1964 au poste d'ailier.
Le 9 janvier 1965, Jean Gachassin marque un essai pour le premier match du Tournoi. Christian Darrouy en inscrit deux, Jean Piqué un seul, Paul Dedieu transforme deux essais. La ligne d'attaque est composée par Jean Capdouze-Christian Darrouy-Jean Piqué-Guy Boniface-Jean Gachassin-Paul Dedieu. Jean Capdouze, champion de France 1963-1964 avec la Section paloise, commence le Tournoi des Cinq Nations 1965 au poste de demi d'ouverture avant de se blesser et de perdre sa place pour la quatrième rencontre au profit de Jean Gachassin, qui glisse de l'aile à l'ouverture pour les trois derniers matchs de l'année 1965. Pierre Albaladejo a mis fin à sa carrière internationale, l'Agenais Jean-Claude Hiquet n'a joué qu'un match pendant le Tournoi 1964.
Le 27 mars 1965 au stade olympique Yves-du-Manoir de Colombes, l'équipe de France reçoit celle du pays de Galles. C'est la première fois que les frères André et Guy Boniface jouent ensemble à Colombes, avec Jean Gachassin à l'ouverture.
« Si on ne voulait pas se planter, se rappelle Gachassin, il fallait prendre les avants avec nous. Il fallait leur parler pour qu'ils se battent comme jamais et qu'ils nous donnent de bons ballons (…) On avait donc conditionné Michel Crauste, notre capitaine et mon capitaine à Lourdes qui avait passé le message devant. » 
Dans les couloirs de Colombes, au moment de pénétrer sur la pelouse, Jean Gachassin déclare : « Ces sélectionneurs, ils nous emmerdent ! Maintenant, on est sur le terrain et on fait ce qu'on veut ! » 
À l'issue de la première mi-temps, la France mène 19 à 0 grâce à quatre essais, dont deux de Guy Boniface et un d'André Herrero de près de 80 mètres. Jean Gachassin est à l'origine de l'essai, les frères Boniface à la manœuvre et un avant, André Herrero, à la conclusion. Le score final est de 22 à 13 pour les Français. Outre la qualité du match , l'arbitre irlandais, Gililand, est remplacé à la 32e minute par son suppléant français, Bernard Marie. Il s'agit de la première fois qu'un arbitre français officie accidentellement dans un match du Tournoi. La France termine deuxième du Tournoi, privant le pays de Galles de Grand Chelem.

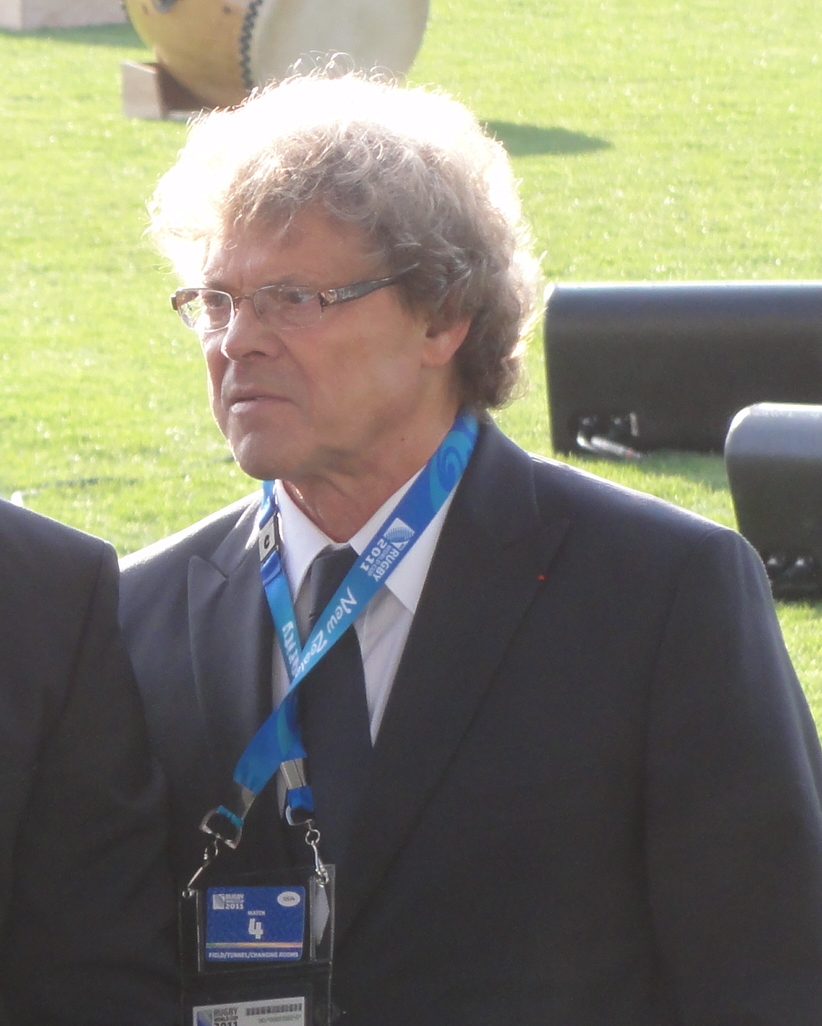
Jo Maso, coéquipier de Jean Gachassin en équipe nationale de 1966 à 1969.

Le 26 février 1966, Jean Gachassin tente un drop contre l'Angleterre, la balle heurte le poteau et retombe devant la ligne, prenant à contre-pied les défenseurs. L'ouvreur français est le premier sur le ballon, il le reprend à la main et aplatit entre les poteaux. Par la suite, il perce au milieu de la défense anglaise, attend le centre André Boniface et lui offre le ballon pour le dernier essai du Landais en équipe de France,.
Le 26 mars 1966, le pays de Galles et la France s'affrontent à Cardiff avec la victoire dans le Tournoi comme enjeu, les Gallois l'emportent 9 à 8. Stuart Watkins, l'ailier gallois, intercepte une passe de Jean Gachassin et marque l'essai de la victoire. Midi olympique écrit : « le pack français trahi ! ». La Fédération française en profite pour démettre Jean Prat de sa fonction d'homme de terrain, pour écarter Jean Gachassin, André, Guy Boniface,.
Avec le club de Lourdes, il parvient à remporter le Challenge Yves du Manoir lors des saisons 1965-1966 et 1966-1967, après avoir été demi-finaliste du championnat en 1964 et 1965.
Le 14 janvier 1967, Jean Gachassin est de retour pour le premier match du Tournoi, il inscrit une transformation au poste de demi d'ouverture ; l'Écosse l'emporte malgré un bon match des Français. Alors que Jean Gachassin a disputé ses quinze premières sélections au poste d'ailier, il a depuis joué six fois à l'ouverture pour deux retours à l'aile. En 1967, sur cinq matchs entre les mois de janvier et d'avril, il joue successivement aux postes de demi d'ouverture, d'arrière, de centre et d'ailier. Entre 1967 et 1969, en 29 rencontres, 47 joueurs connaissent une première sélection, 17 évoluent à un poste inhabituel, 129 fois un joueur est de retour. Et pourtant les Français et Jean Gachassin, qui dispute trois des quatre rencontres à trois postes différents, gagnent le Tournoi des Cinq Nations 1967 seuls.
Jean Gachassin remporte un Grand Chelem en 1968 dans le Tournoi des Cinq Nations dans des conditions étonnantes : « c'est bien simple, note Walter Spanghero, nous n'avons été que quatre à disputer les quatre matchs, Cester, Campaes, Carrère et moi. »

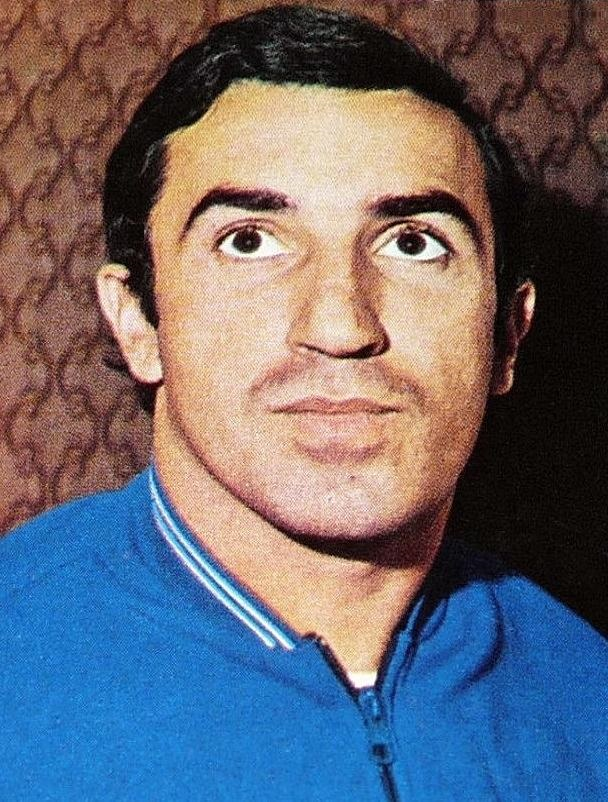
Jean Gachassin en 1971.

Les frères Guy et Lilian Camberabero jouent le premier match contre l'Écosse remporté 8-6. Pour le match France-Irlande, le demi de mêlée Jacques Fouroux est retenu avec le demi d'ouverture Jo Maso. Celui-ci se blesse avant la rencontre, il est remplacé par Jean Gachassin. Ce dernier préfère jouer avec son partenaire de club Jean-Henri Mir. Vœu exaucé : Jacques Fouroux patientera quatre ans pour être sélectionné, alors que le demi de mêlée lourdais connaît là sa deuxième et dernière sélection, la France l'emporte 16-6. Après les deux premiers matchs du Tournoi, les sélectionneurs acceptent d'organiser un match de démonstration à Grenoble juste avant l'ouverture des Jeux olympiques. L'équipe de France, qui avait « fait la troisième mi-temps le soir précédent », se souvient Christian Carrère, s'incline face à une sélection du Sud-est de la France menée par les frères Camberabero. Cette défaite provoque de gros changements : huit nouveaux joueurs sont appelés par rapport au test précédent. Cette rencontre est ainsi fatale à la première ligne formée de Abadie, Cabanier et Gruarin, aucun de ces joueurs ne disputant ensuite de matchs avec les Bleus. Jean Gachassin est décalé de l'ouverture au centre des lignes arrières, laissant les frères Camberabero diriger le jeu ; il marque un essai contre l'équipe d'Angleterre, il récupère un ballon recentré au pied par l'ailier en débordement André Campaes pour aplatir quelques mètres plus loin. C'est le seul essai du match et la France l'emporte 14-9. Pour le dernier match à Cardiff, trois modifications sont opérées, Jean Gachassin ne dispute pas cette rencontre remportée 14-9 par son équipe, qui signe ainsi le premier Grand Chelem de son histoire.
Lors du championnat 1967-1968, le Football club lourdais réalise une démonstration offensive en huitième de finale contre l'équipe de La Voulte des frères Guy et Lilian Camberabero avec une victoire 47 à 9 et neuf essais à zéro ; il s'impose logiquement 9-3 contre le Stade montois en quart de finale, puis parvient à atteindre la finale en éliminant Tarbes en demi-finale. Il affronte le RC Toulon le 16 juin 1968 au stadium municipal de Toulouse. Les deux équipes se neutralisent 9-9. La finale repoussée de plusieurs semaines ne peut pas être rejouée. Lourdes l'emporte au bénéfice des essais.

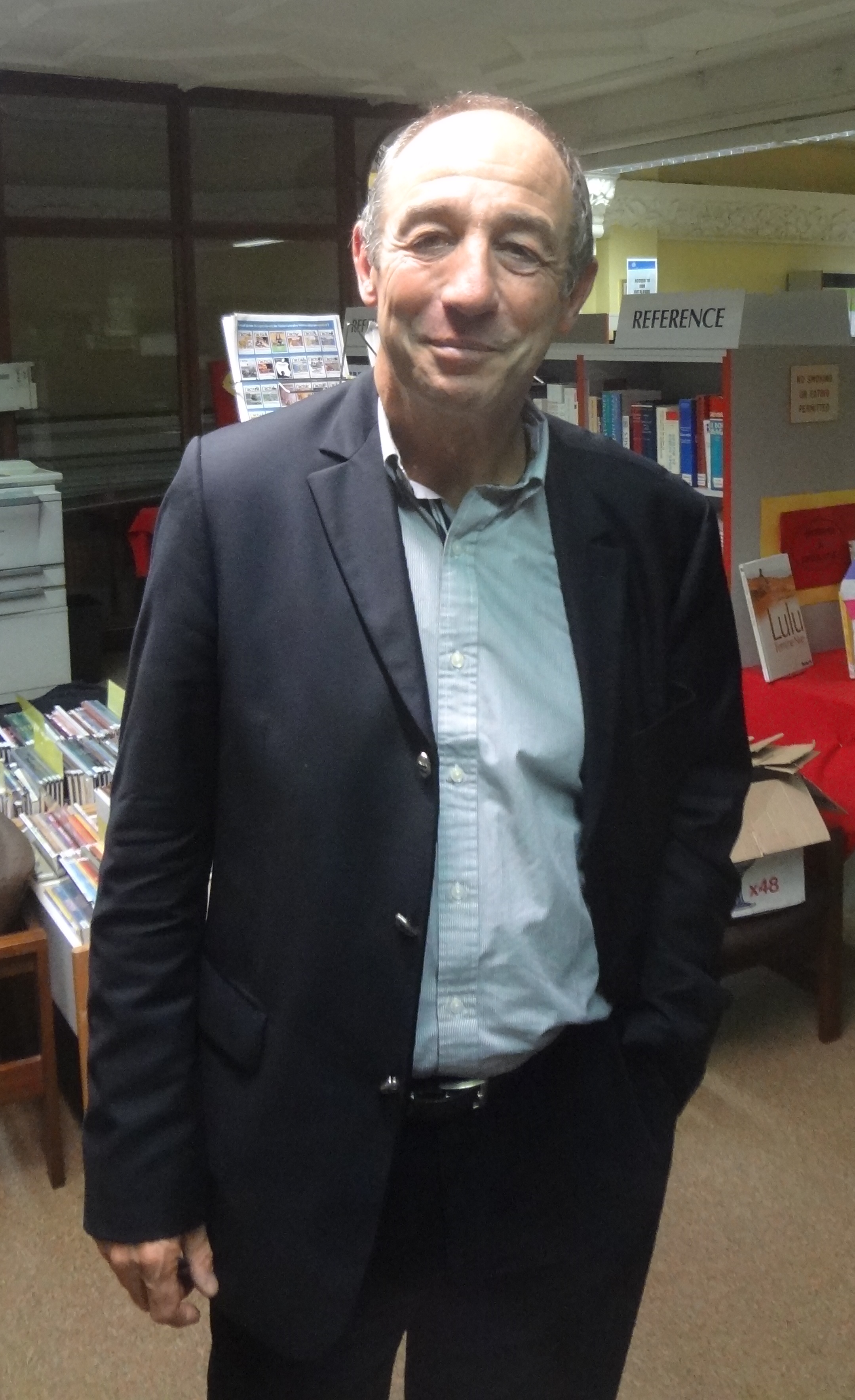
Jean-Michel Aguirre, coéquipier de Jean Gachassin en club dans les années 1970.

Jean Gachassin et Jo Maso exacerbent les passions, ils sont remis en question par les sélectionneurs. Si Jean Gachassin dispute les deux premiers matchs du Tournoi des Cinq Nations 1969, la France s'incline à deux reprises et il est écarté après l'Irlande. C'est sa dernière sélection internationale.

### Départ de Lourdes et mise en place du jeu bagnérais
La saison de championnat 1968-1969 est très compliquée pour le Football club lourdais. Un conflit mine le club avec d'un côté quatre joueurs des lignes arrières, de l'autre l'entraîneur Roger Martine et la majorité des joueurs. Après plusieurs incidents, un refus des premiers de jouer un match de championnat, le club est éliminé en seizièmes de finale. Roger Martine démissionne définitivement, plusieurs joueurs sont sur le départ. Le 18 mai 1969, Jean Prat est évincé du comité directeur du FC Lourdes. Jean Gachassin décide de quitter le club.
Jean Gachassin a joué avec le Football club lourdais de 1960 à 1969, il intègre le Stade bagnérais, club de sa ville natale qui rejoint la Première Division en 1969,,. Après une première saison de championnat sans qualification pour les phases finales mais en assurant le maintien, le Stade bagnérais et Jean Gachassin se qualifient en 1970-1971 pour la deuxième phase éliminatoire directe ; ils battent le voisin, Lourdes, en seizième 18-9, la Section paloise 8-5 en huitième de finale, s'inclinent contre le futur champion de France, l'AS Béziers 32-9 en quart de finale. Bagnères se construit, recrute (Jean-François Gourdon, Jean-Michel Aguirre, Roland Bertranne), récupère des joueurs formés au club pour jouer dix phases finales successives de 1971 à 1981.
Le travail et le jeu mis en place autour de Jean Gachassin trouvera son aboutissement avec deux finales disputées en 1978-1979 et en 1980-1981 alors que le Bagnérais a cessé de jouer.

## Palmarès

### En club
En neuf saisons passées avec le Football club lourdais, Jean Gachassin remporte le championnat de France 1967-1968. C'est le dernier titre au plus haut niveau du club. Il remporte le Challenge Yves du Manoir en 1966 et en 1967. Il est demi-finaliste du championnat de France en 1962 et 1963, demi-finaliste du Challenge Yves du Manoir en 1962 et en 1968.
Avec le Stade bagnérais, il évolue au plus haut niveau mettant en place le jeu et l'équipe qui atteindront par deux fois la finale du championnat de France (1978-1979, 1980-1981). Il dispute toutes les phases finales de championnat à partir de la saison 1970-1971.

### En équipe nationale
Jean Gachassin a remporté trois Tournois en 1961, 1967 et en 1968, avec en prime en 1968 le Grand Chelem. En 1961, c'est le Petit Chelem, une victoire sans défaite (trois matchs gagnés et un match nul).
| Édition           | Rang | Résultats France | Résultats Gachassin | Matchs Gachassin |
| ----------------- | ---- | ---------------- | ------------------- | ---------------- |
| Cinq Nations 1961 | 1    | 3 v, 1 n, 0 d    | 2 v, 0 n, 0 d       | 2/4              |
| Cinq Nations 1964 | 3    | 1 v, 1 n, 2 d    | 1 v, 1 n, 2 d       | 4/4              |
| Cinq Nations 1965 | 2    | 2 v, 1 n, 1 d    | 2 v, 1 n, 1 d       | 4/4              |
| Cinq Nations 1966 | 2    | 2 v, 1 n, 1 d    | 2 v, 1 n, 1 d       | 4/4              |
| Cinq Nations 1967 | 1    | 3 v, 0 n, 1 d    | 2 v, 0 n, 1 d       | 3/4              |
| Cinq Nations 1968 | 1    | 4 v, 0 n, 0 d    | 2 v, 0 n, 0 d       | 2/4              |
| Cinq Nations 1969 | 5    | 0 v, 1 n, 3 d    | 0 v, 0 n, 2 d       | 2/4              |

Légende : v = victoire ; n = match nul ; d = défaite ; la ligne est en gras quand il y a Grand Chelem.

## Statistiques en équipe nationale
De 1961 à 1969, Jean Gachassin dispute 32 matchs avec l'équipe de France au cours desquels il marque 32 points, 8 essais, 1 transformation et 2 drops. Il participe notamment à sept tournois des Cinq nations de 1961 à 1969. Il remporte un Grand Chelem, un Petit Chelem et un autre tournoi. Il participe à une tournée en Afrique du Sud en 1964.
Jean Gachassin débute en équipe nationale à l'âge de 19 ans le 7 janvier 1961 au poste d'ailier, joue une deuxième fois en 1961, pour ne plus être retenu avant décembre 1963. Il joue régulièrement jusqu'à la fin de l'année 1969. Par sa position et son style de jeu (très exposé), il est confronté à la concurrence, au choix des sélectionneurs, et à ce titre, il manque plusieurs matchs.
Jean Gachassin est le seul joueur à avoir été sélectionné en équipe nationale à quatre postes différents, jouant à tous les postes des lignes arrières, demi de mêlée excepté (demi d'ouverture, ailier, arrière, centre).

## Reconnaissances, impact médiatique et populaire

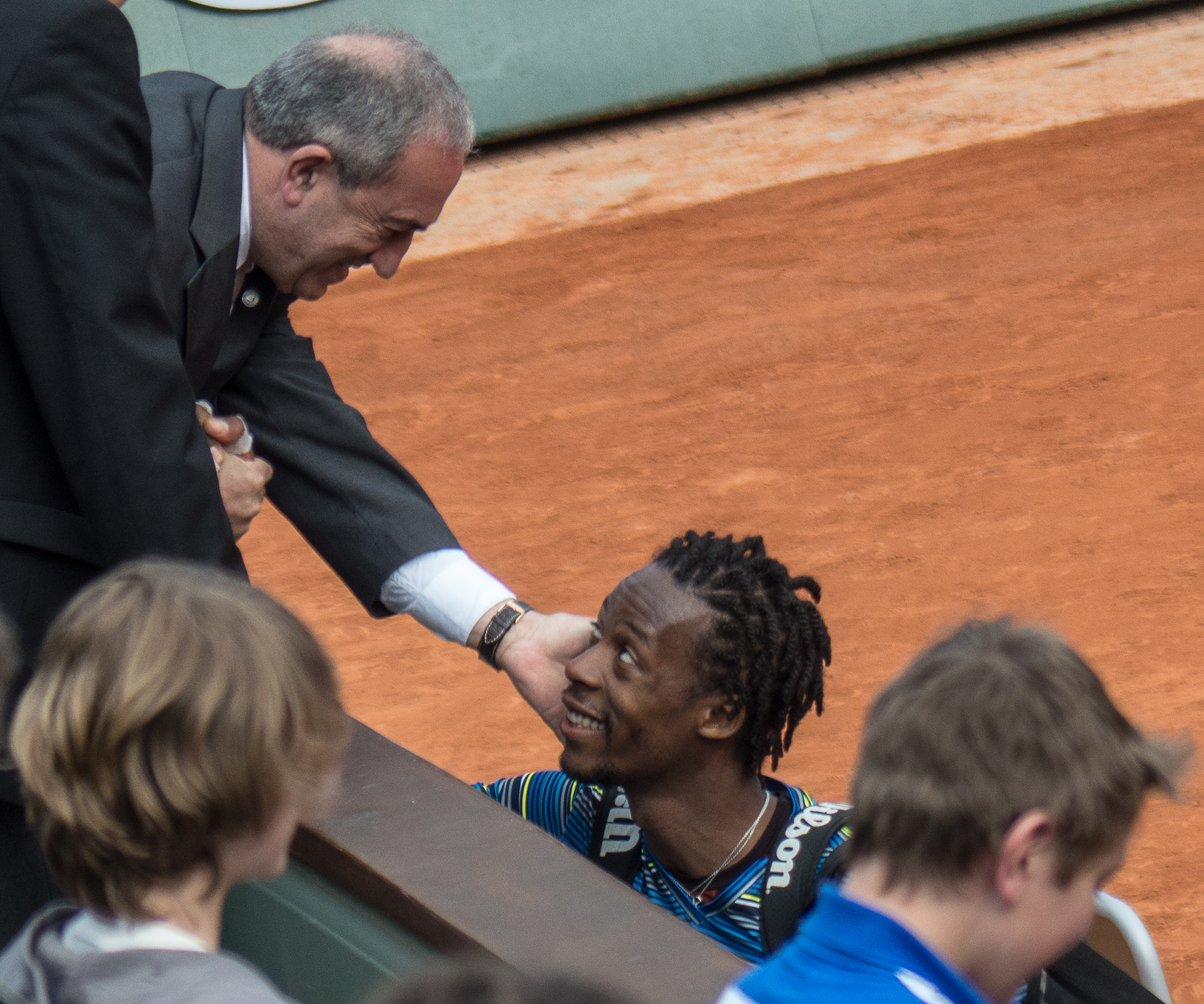
À Roland-Garros, en juin 2013, Jean Gachassin félicite Gaël Monfils après une victoire.

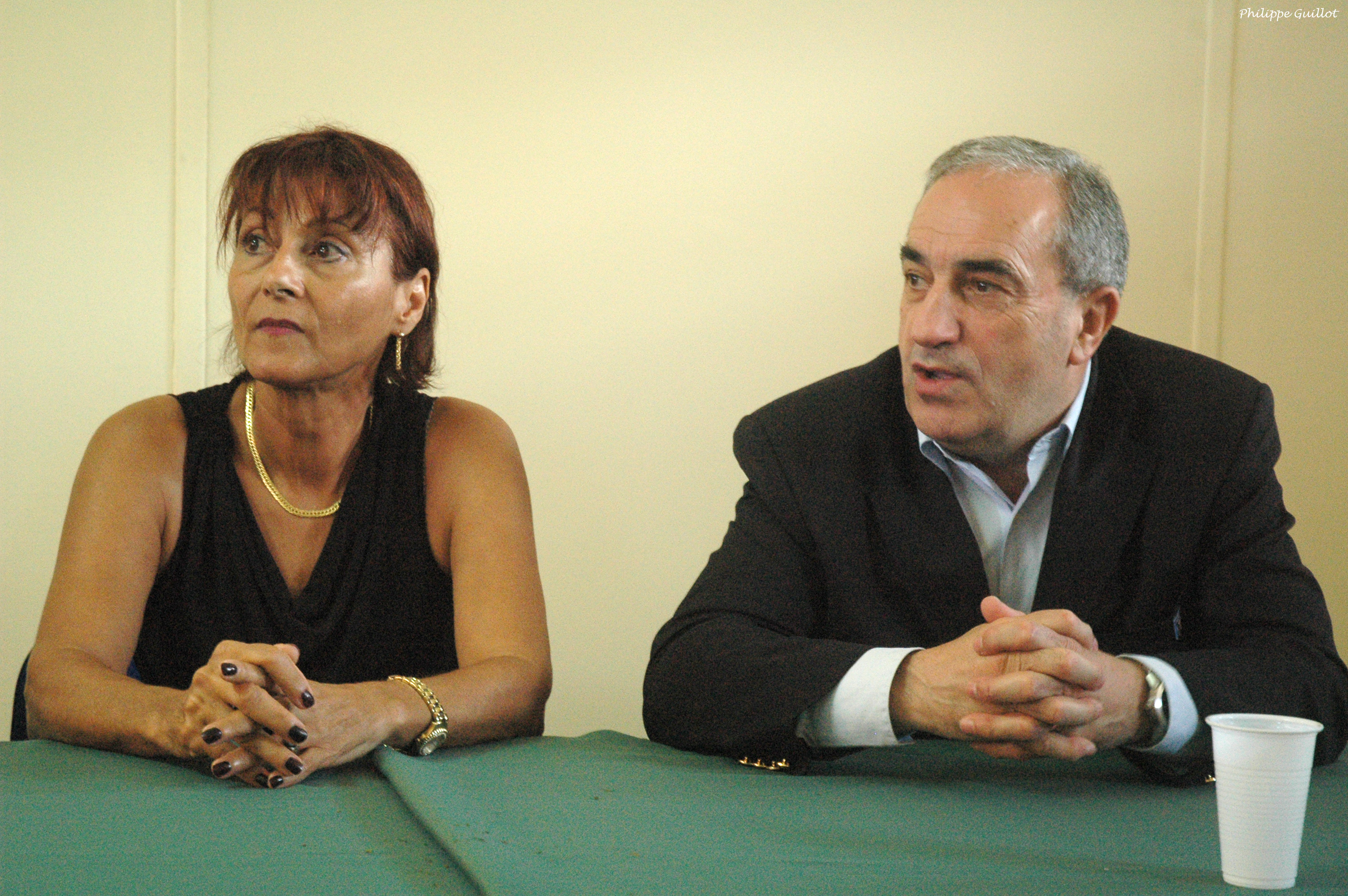
À La Réunion, en conférence de presse avec la présidente de la Ligue réunionnaise de tennis en 2010.

Le style de jeu et le physique atypique de Jean Gachassin lui valent le surnom de « Peter Pan ». Sa petite taille, 1,62 m et le jeu « monté sur ressorts » qu'il propose, en sont la raison. Avec sa vivacité et sa rapidité, il peut défier n'importe quelle défense, comme un lutin malicieux. Un gamin espiègle, l'éternelle jeunesse…
« Gachassin est resté un grand espiègle. Avec lui, tout se passe toujours dans un éclat de rire », témoigne Denis Lalanne, journaliste sportif de l'Équipe. Jean Gachassin n'hésite pas à se hisser sur les épaules de Benoît Dauga et Walter Spanghero pour un mouvement de gymnaste, dans les couloirs de l'hôtel,.
En 1966, il termine deuxième de l'Oscar du Midi olympique (meilleur joueur français du championnat). La même année, un sujet de l'émission Les Coulisses de l'exploit est réalisé à son sujet, reportage assuré par le journaliste sportif Roger Couderc.
En avril 1968, il a l'honneur de connaître deux sélections avec les Barbarians britanniques l'une contre l'équipe du demi de mêlée gallois Gareth Edwards, le Cardiff RFC, l'autre à ses côtés contre le club de Swansea.
Une chanson de Pierre Perret, Vive le XV, « immortalise » ses hauts faits d'armes et ceux de Benoît Dauga, au sein du XV de France,.
Le 18 août 1979, avec Michel Crauste, il fête son jubilé,. Il est télévisé le 18 août 1979 durant quelques heures, en présence d'une centaine d'internationaux. Il est précédé d'une Radioscopie par Jacques Chancel le 8 juin de la même année.
En 1990, en compagnie de Philippe Dintrans, il réussit à faire fusionner l'équipe du Stadoceste tarbais avec celle du Cercle amical lannemezanais sous le nom de « Lannemezan Tarbes Hautes-Pyrénées », le FC Lourdes et le Stade bagnérais ayant refusé, en vue d'une grande équipe départementale unique.
Le 8 décembre 2005, l'Académie des sports lui a remis le prix Alain Danet, pour avoir atteint dans sa carrière athlétique un haut niveau international, puis obtenu une réussite professionnelle remarquable,.
Il donne également son nom au stade d'Esvres, à un complexe sportif au Thuit-Signol.

## Tennis
Jean Gachassin pratique le tennis à un bon niveau, jeune. Son meilleur classement est 2/6,. Il participe à un rassemblement des meilleurs espoirs du tennis français à l'âge de 17 ans, sous la direction d'Henri Cochet. Il est convoqué en équipe de France junior de rugby à XV. Il quitte le stage et se focalise sur le rugby à XV. Quand il termine sa carrière de joueur de rugby à XV, il devient président du Stade bagnérais de rugby à XV, de 1982 à 1986. En parallèle, il est président du tennis-club de Bagnères-de-Bigorre de 1971 à 1993. En 1986, il se brouille avec Jacques Fouroux et abandonne ses fonctions dans le rugby à XV,.
En juillet 1985, le tournoi des Internationaux de Tennis de la Ville de Bagnères voit le jour à l'initiative de Jean Gachassin. Jo-Wilfried Tsonga et Richard Gasquet y gagnent leurs premiers points ATP en 2001.
Il est vice-président de la ligue régionale Midi-Pyrénées de 1980 à 1993, président du comité départemental de tennis des Hautes-Pyrénées de 1984 à 1990. Il préside la ligue Midi-Pyrénées de ce sport de 1993 à 2009, il devient vice-président de la Fédération française de tennis (FFT) en 1997. Il exerce des responsabilités au sein de la Fédération française de tennis et le 8 février 2009, lors de l'assemblée générale élective de la FFT qui a lieu au stade Roland-Garros à Paris, la liste FFT-2012 qu'il conduit obtient 69,3 % des voix et 39 sièges au comité de direction. Il est élu président de la FFT le même jour, en remplacement de Christian Bîmes, qui ne se représente pas. Il est réélu le 16 février 2013 président de la Fédération française de tennis pour un nouveau mandat de 4 ans, sa liste est la seule en lice.
Jean Gachassin dresse un bilan de son action entre 2009 et 2012. Sur le plan des résultats sportifs au plus haut niveau, le tennis masculin va bien ; pour les filles, c'est plus compliqué. Au niveau de la formation des jeunes, la politique mise en place vise à éviter l'élitisme précoce, pour favoriser une plus grande base et une maturité au moment de l'âge adulte. Enfin, la fédération a le souci de maintenir ou d'augmenter le nombre de licenciés. Le gros chantier en cours est la modernisation du stade Roland-Garros et des Internationaux de France de tennis. La ville de Paris tente de finaliser le dossier. Le 3 juin 2015, le Premier ministre français annonce une décision prochaine favorable au projet de la Fédération française de tennis (FFT) et de la maire de Paris.
Jean Gachassin annonce en mai 2015 qu'il ne se présentera pas pour un troisième mandat de président de la FFT en février 2017. Parmi ces dernières actions, il convainc Yannick Noah de prendre le rôle de capitaine de l'équipe de France de Coupe Davis ; cette décision conduira deux ans plus tard à la victoire finale lors de la finale de Coupe Davis 2017.
Le 23 septembre 2011, Jean Gachassin est élu vice-président de la Fédération internationale de tennis pour la période 2011-2013,, il est réélu en 2013 pour un nouveau mandat de deux ans.
Son action est remise en cause en février 2016 par le Canard enchaîné,. Deux inspecteurs généraux du ministère des sports mènent une enquête à compter de septembre 2015 qui révèle des dysfonctionnements : frais de bouche, voiture de fonction pour un usage privé pour son épouse . Jean Gachassin aurait revendu à prîx coûtant des billets pour Roland-Garros à l'agence de voyage d'un ami… revendus cinq fois leur prix. L'agence a ensuite invité Jean Gachassin tous frais payés au tournoi des Six Nations,.
Enfin, en 2015, six dirigeants écrivent à Jean Gachassin car un de ses amis a contacté des entreprises candidates au marché pour l'extension de Roland-Garros, disant être capable de leur « donner un coup de main ». Jean Gachassin a rencontré au moins une de ses entreprises, avec cet ami,.
Le Canard enchaîné laisse entendre qu'il y a un lien entre ces reproches forts faits par Gilbert Ysern et les dirigeants de la FFT à leur président, et le licenciement du directeur général.

## Famille
Jean Gachassin a une femme, Marie-Germaine, agrégée d'anglais, épousée en 1963, deux enfants, quatre petits-enfants. Un des fils, Christian, lui succède comme huissier de justice (en 2007, il est seul à la tête de l'étude) et au tennis : il le pratique depuis l'âge de 7 ans, il devient président du tennis-club de Bagnères-de-Bigorre en 2010 et dirige le tournoi disputé dans la même ville depuis 2011.

## Carrière professionnelle et autres activités
Le père de Jean Gachassin est huissier de justice à Bagnères-de-Bigorre ; Jean est d'abord professeur d'éducation physique avant de devenir lui aussi huissier de justice, succédant à son père.
Après un début de carrière de professeur d'éducation physique, il reprend ses études avec le soutien de sa femme, passe une capacité en droit et l'examen professionnel qui lui permet de reprendre l'étude d'huissier de justice de son père en 1973. Il exerce cette profession jusqu'à la retraite. Il a aussi été courtier en assurances et propriétaire d'un magasin de sport.
Il est par ailleurs président du Conseil d'administration du CREPS de Toulouse pendant cinq ans, président de l'office municipal des sports de Bagnères-de-Bigorre pendant 14 ans, adjoint au maire de Bagnères-de-Bigorre chargé du tourisme (1989-2010), président de l'office du tourisme de Bagnères-de-Bigorre pendant 21 ans. Il déclare être un « libéral » et avoir des affinités socialistes.

## Publications
Jean Gachassin a publié plusieurs ouvrages.
- Le rugby est une fête, éd. Solar, 1969
- Lux, Dourthe, Maso, Trillo, Carré d'as du rugby, éd. Solar, 1970
- Le Rugby des villages, éd. Les éditeurs français réunis, 1974
- Jean Gachassin. Jeux, sets et matchs - entretiens avec Christophe Penot, éd. Cristel, novembre 2017